# Acianthera ellipsophylla
Acianthera ellipsophylla é  uma espécie de orquídea (Orchidaceae) que existe na Costa Rica e Panamá. Pertence à secção Sicaria, subseção Sicaria do gênero Acianthera, caracterizado plantas de crescimento cespitoso, com caules secundários, também chamados ramicaules, com a secção superior triangular, mais largos junto a folha que na base, inflorescência subséssil com poucas ou muitas flores, segmentos florais frequentemente espessos, ou levemente pubescentes ou papilosos, em um grupo composto por plantas mais fibrosas e resistentes, com ramicaule canaliculado, com asas estreitas, pouco comprimido no ápice, cuja folha não parece uma continuação do ramicaule, ou seja, a ligação entre os dois é clara. Esta espécie distingue-se das demais ser a única com sépalas de interior verrucoso; sépalas e pétalas agudas.

## Publicação e sinônimos
- Acianthera ellipsophylla (L.O.Williams) Pridgeon & M.W.Chase, Lindleyana 16: 243 (2001).

Sinônimos homotípicos:
- Pleurothallis ellipsophylla L.O.Williams, Ann. Missouri Bot. Gard. 29: 344 (1942).